# Liste antiker Ortsnamen und geographischer Bezeichnungen/On
| Lateinischer Name              | Griechischer Name  | Beschreibung                                   | Heute                                             | Quellen und Verweise                | Lage |
| ------------------------------ | ------------------ | ---------------------------------------------- | ------------------------------------------------- | ----------------------------------- | ---- |
| On                             |                    | siehe Heliopolis                               |                                                   |                                     |      |
| Onagrinum, Castellum Onagrinum |                    | römische Festung in Pannonia inferior          | Begeč in Serbien                                  | Pleiades;                           |      |
| Oncae                          |                    |                                                |                                                   | Smith;                              |      |
| Onceium                        |                    |                                                |                                                   | Smith;                              |      |
| Onchesmus                      |                    |                                                |                                                   | Smith;                              |      |
| Onchestus                      |                    |                                                |                                                   | Smith;                              |      |
| Oneia                          |                    |                                                |                                                   | Smith;                              |      |
| Oneum                          |                    |                                                |                                                   | Smith;                              |      |
| Oningis                        |                    |                                                |                                                   | Smith;                              |      |
| Onisia                         |                    |                                                |                                                   | Smith;                              |      |
| Onoba Aestuaria                |                    |                                                |                                                   | Smith;                              |      |
| Onobalas                       |                    |                                                |                                                   | Smith;                              |      |
| Onobrisates                    |                    |                                                |                                                   | Smith;                              |      |
| Onochonus                      |                    |                                                |                                                   | Smith;                              |      |
| Onugnathus                     |                    |                                                |                                                   | Smith;                              |      |
| Onuphis                        | Ὄνουφις (Onouphis) | Ort im Nildelta, Hauptort des Nomos Onouphites | Mahallat Minuf, 11 km nördlich von Tanta, Ägypten | Hdt. 2.166; Plin. Nat. 5.9.; Smith; |      |